# Mikrofilmarchiv Heimiswil
Das Mikrofilmarchiv Heimiswil im Kanton Bern beherbergt Dokumentationen und Kopien von besonders erhaltenswerten Kulturgütern der Schweiz auf Mikrofilm.

## Geschichte
Ende der 1960er-Jahre wurde beim ehemaligen Sandsteinbruch Ried in Heimiswil eine militärische Kaverne übernommen, die 1979 offiziell als Mikrofilmarchiv des Bundes in Betrieb genommen worden ist. Die derzeitige Kapazität beträgt 96'000 Filme, was etwa 77 Millionen A4-Seiten entspricht.
Seit 2016 wird das Archiv auch von Liechtenstein benutzt.